# Ilha Willis

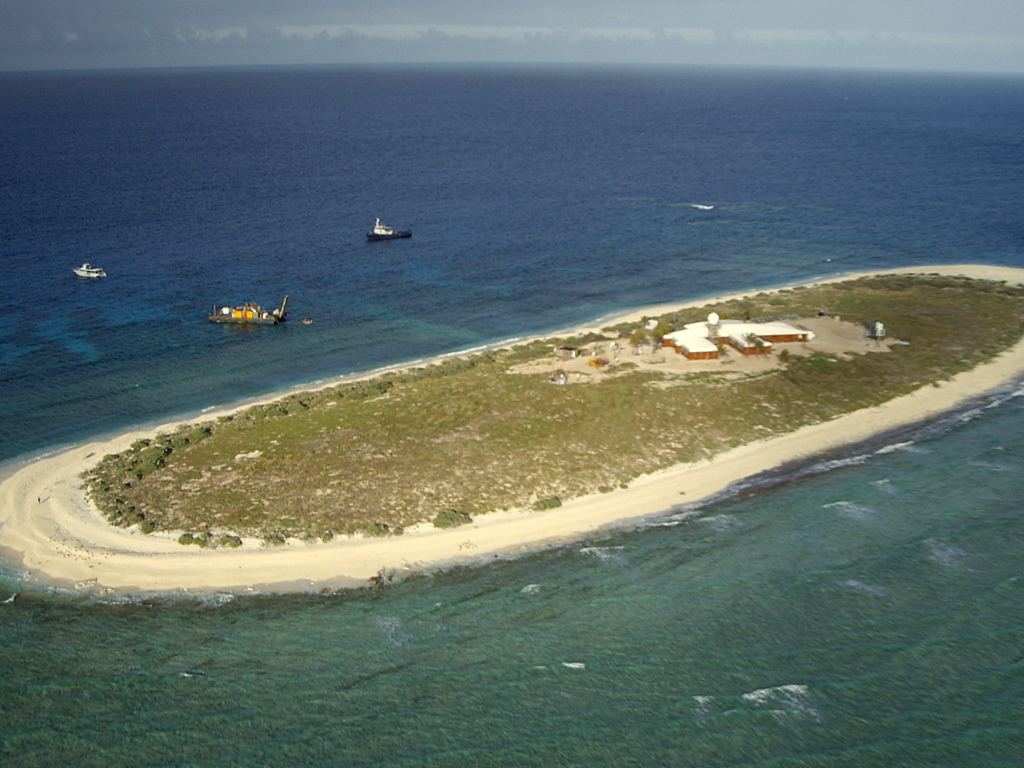
Ilha Willis

A Ilha Willis (Willis Island) é uma ilha australiana no Mar de Coral, em 16° 13' 01" S 150° 01' 01" E.
Fica a 420 km a leste de Cairns, Queensland. É a mais meridional de um grupo de três ilhas, que se estendem na direção NNE - SSW por 12 km no Mar de Coral. A Ilha Willis está alinhada NW - SE e tem cerca de 500 m de comprimento por 150 m de largura, com uma área total de 7,7 hectares, e o ponto mais alto a apenas 10 m acima do nível do mar. É a única ilha permanentemente habitada no território australiano das Ilhas do Mar de Coral, sendo os habitantes os cientistas que trabalham na estação meteorológica do Serviço Meteorológico Austrliano criada por John King Davis.